# جون ميلر (سياسي أسترالي)
جون ميلر (بالإنجليزية: John Miller)‏ هو سياسي أسترالي، ولد في 26 أكتوبر 1870، وتوفي في 5 أغسطس 1934. انتخب عضو الجمعية التشريعية نيو ساوث ويلز عن دائرة Electoral district of Bathurst ‏ (14 أكتوبر 1910 – 6 نوفمبر 1913) وانتخب عضو الجمعية التشريعية نيو ساوث ويلز عن دائرة Electoral district of Bathurst ‏ (10 سبتمبر 1907 – 14 سبتمبر 1910).